# Koenigsegg CC8S
Koenigsegg CC8S je automobil koji je proizodila tvrtka Koenigsegg iz Švedske. Bio je to prvi proizvodni model tvrtke. Nastao je na bazi prototipa Koenigsegg CC. Ukupno je proizvedeno 6 primjeraka. Kada je predstavljen CC8S bio je najbrži proizvodni model automobila s najvećom brzinom od 390 km/h (240 mph). Karoserija i šasija automobila koristile su najmodernije materijale kao što su karbonska vlakna, kevlar i aluminij. Ovi podaci i snažni motor daju modelu omjer snage i težine od 2.4 kg/kW, što je jednako modelu McLaren F1 i više od Bugatti Veyrona (2.6 kg/kW). Ovjes modela načinjen je prema ovjesu bolida Formule 1, što mu daje vrhunske sposobnosti držanja ceste. 

## Specifikacije

### Performanse
- Ubrzanje: 0-100 km/h (0–62 mph) ispod 3.5 sekunde
- Najveća brzina: 390 km/h (242 mph)
- Vrijeme potrebno da prijeđe četvrt milje (400 m): 9.7 sek, krajnja brzina 217 km/h (135 mph)
- Zaustavna udaljenost: 32 m (100–0 km/h)

### Karoserija
- dvoja vrata, dvosjed s mogućnošću skidanja tvrdo krova (engl. hardtop).
- karoserija je izrađen od karbonskih vlakana.
- šasija je načinjena od kevlara s ojačanjima (engl. lightweight, hard-foam sandwich reinforcements).
- KACS (Koenigsegg Advanced Control System) - sustav koji omogućuje vozaču da prilagodi držanje ceste, ovjes, aerodinamiku i kočnice automobila.

### Dimenzije
- Udaljenost od tla: 100 mm (3.9 in) (elektronski podesiva)
- Prtljažni prostor: 120 litara (4.24 cubic ft)

### Motor
- 4.6 L Ford Modular motor V8 načinjen od aluminija s 4 ventila po cilindru
- DOHC
- Omjer kompresije: 8.6:1
- Težina: 210 kg
- 665 KS kod 6800 okr/min
- Najveći moment sile: 750 Nm pri 5000 okr/min
- Najveći broj okr/min: 7300

## Vanjske poveznice
- Službene internet stranice - Koenigsegg